# Bulletin Board
Ein Bulletin Board ist eine spezielle Art eines Webforums. Statt hierarchischer Baum-Ansicht (Beiträge stehen versetzt untereinander, jeder Beitrag hat eine eigene Seite), vereint ein Bulletin Board alle Beiträge (Postings) eines Themas (Topic) auf einer Seite („flache“ Beitragsstruktur). Übersteigt das Thema eine bestimmte Anzahl von Beiträgen (meistens etwa 20), wird das Thema auf eine zweite Seite umbrochen. Der Vorteil der „flachen“ Struktur ist eine niedrigere Abrufzeit. Nachteilig ist die schlechte Übersichtlichkeit bei umfangreichen Themen, wenn sich verschiedene Diskussionen zu einem Thema entwickeln.
Bulletin Boards haben die klassischen Webforen mit Baum-Struktur weitestgehend abgelöst. Sie bieten ihren Nutzern einige Zusatzfeatures wie Anmeldung, eigene Signaturen inklusive Multimedia-Elementen, und mehr. Die meisten Bulletin Boards sind kostenlos und können auf eigenem Webspace installiert werden. Es gibt jedoch auch Anbieter, die sich auf das Hosting von Foren spezialisiert haben, diese verlangen jedoch häufig die Anzeige von Werbebannern oder Popups.
Häufig wird in Bulletin Boards eine bestimmte Auszeichnungssprache verwendet, der so genannte BBcode.